# Greatest Remix Hits 4
Greatest Remix Hits 4 es un álbum de remixes de la cantante australiana Kylie Minogue. Fue lanzado por Mushroom Records en 1998 sólo en Australia. El álbum contenía remixes raros y antes no estaban disponibles de las canciones de los álbumes de estudio de Minogue con PWL 1987-1992.

## Lista de canciones
Disco 1
| N.º | Título                                                                       | Duración |  |
| 1.  | «What Do I Have to Do?» (Movers and Shakers 12" Mix)                         | 8:49     |  |
| 2.  | «The Loco-Motion» (Girl Meets Boy Mix)                                       | 3:15     |  |
| 3.  | «Made in Heaven» (Heaven Scent 12" Mix)                                      | 5:46     |  |
| 4.  | «Wouldn't Change a Thing» (Espagna Mix)                                      | 5:51     |  |
| 5.  | «Better the Devil You Know» (Alternative 7" Mix)                             | 3:20     |  |
| 6.  | «Things Can Only Get Better» (Original 12" Mix)                              | 7:12     |  |
| 7.  | «The Loco-Motion» (Kohaku Mix)                                               | 5:59     |  |
| 8.  | «Let's Get to It» (Tony King 12" Mix)                                        | 6:00     |  |
| 9.  | «What Kind of Fool (Heard All That Before)» (Pete Waterman's 12" Master Mix) | 6:50     |  |

Disco 2
| N.º | Título                                                                | Duración |  |
| 1.  | «I Should Be So Lucky» (Extended Mix)                                 | 6:08     |  |
| 2.  | «The Loco-Motion» (7" version)                                        | 3:07     |  |
| 3.  | «Hand on Your Heart» (Smokin' Remix)                                  | 5:34     |  |
| 4.  | «I Am the One for You»                                                | 3:12     |  |
| 5.  | «Step Back In Time» (Tony King Remix)                                 | 7:30     |  |
| 6.  | «Too Much of a Good Thing» (Original 12" Mix)                         | 5:51     |  |
| 7.  | «If You Were With me Now» (Versión orquestal, feat. Keith Washington) | 3:12     |  |
| 8.  | «Finer Feelings» (Brothers in Rhythm Ambient Reprise)                 | 3:58     |  |
| 9.  | «Celebration» (AKA Good Times Mix)                                    | 8:06     |  |